# Məlikballı
Məlikballı è un comune dell'Azerbaigian situato nel distretto di Ucar. Conta una popolazione di 1.372 abitanti.